# Eungella
Eungella är en del av en befolkad plats i Australien. Den ligger i kommunen Tweed och delstaten New South Wales, i den sydöstra delen av landet, omkring 640 kilometer norr om delstatshuvudstaden Sydney. Antalet invånare är 285.
Närmaste större samhälle är Murwillumbah, nära Eungella. 
I omgivningarna runt Eungella växer i huvudsak städsegrön lövskog. Runt Eungella är det ganska glesbefolkat, med 24 invånare per kvadratkilometer. Genomsnittlig årsnederbörd är 1 801 millimeter. Den regnigaste månaden är januari, med i genomsnitt 320 mm nederbörd, och den torraste är oktober, med 41 mm nederbörd.